# NGC 310
NGC 310 este o stea situată în constelația Balena. A fost înregistrată în 31 decembrie 1866 de către Robert Stawell Ball.